# 56
El año 56 (LVI) fue un año bisiesto comenzado en jueves del calendario juliano, en vigor en aquella fecha.
En el Imperio romano, era conocido como el Año del consulado de Saturnino y Escipión (o menos frecuentemente, año 809 Ab urbe condita). La denominación 56 para este año ha sido usado desde principios del período medieval, cuando el Anno Domini se convirtió en el método prevalente en Europa para nombrar a los años.

## Acontecimientos
- Estalla la guerra entre Roma y los partos debido a la invasión de Armenia por Vologases I.
- El apóstol San Pablo escribe la Primera epístola a los corintios.